# Гејмплеј
Гејмплеј или процес играња (енгл. gameplay) представља начин на који играч интерагује са игром. Најчешће се користи у контексту видео-игара. Под њим се сматра образац дефинисан на основу правила игре, веза између играча и игре, изазови и њихово превазилажење, заплет и учешће играча у њему. Гејмплеј се не односи на поједине компоненте игре, попут графике и звучне подлоге.

## Преглед
Термин је настао за време развоја рачунарских игара 1980-их, када се користио искључиво у контексту видео-игара. У последње време, захваљујући популарности термина, почео је да се користи и за традиционалније игре и форме игара. У принципу, гејмплеј обухвата целокупно играчко искуство, али изузевши факторе попут графике и звука. Механика игре, с друге стране, представља скуп правила која су дизајнирана ради пружања угодног играчког искуства. У академским круговима, постоји тенденција да се користи термин механика игре јер је гејмплеј, за разлику од њега, превише неодређен.